# Asaphus
Genre
Espèces de rang inférieur
- Voir texte

Asaphus est un genre fossile de trilobites (arthropodes marins primitifs), de la famille des Asaphidae. Il a vécu au cours de l'Ordovicien moyen et supérieur en Europe, Russie, Amériques, Chine et Australie.

## Étymologie
Le nom de genre Asaphus vient du mot grec asaphes, signifiant « indistinct ».

## Description

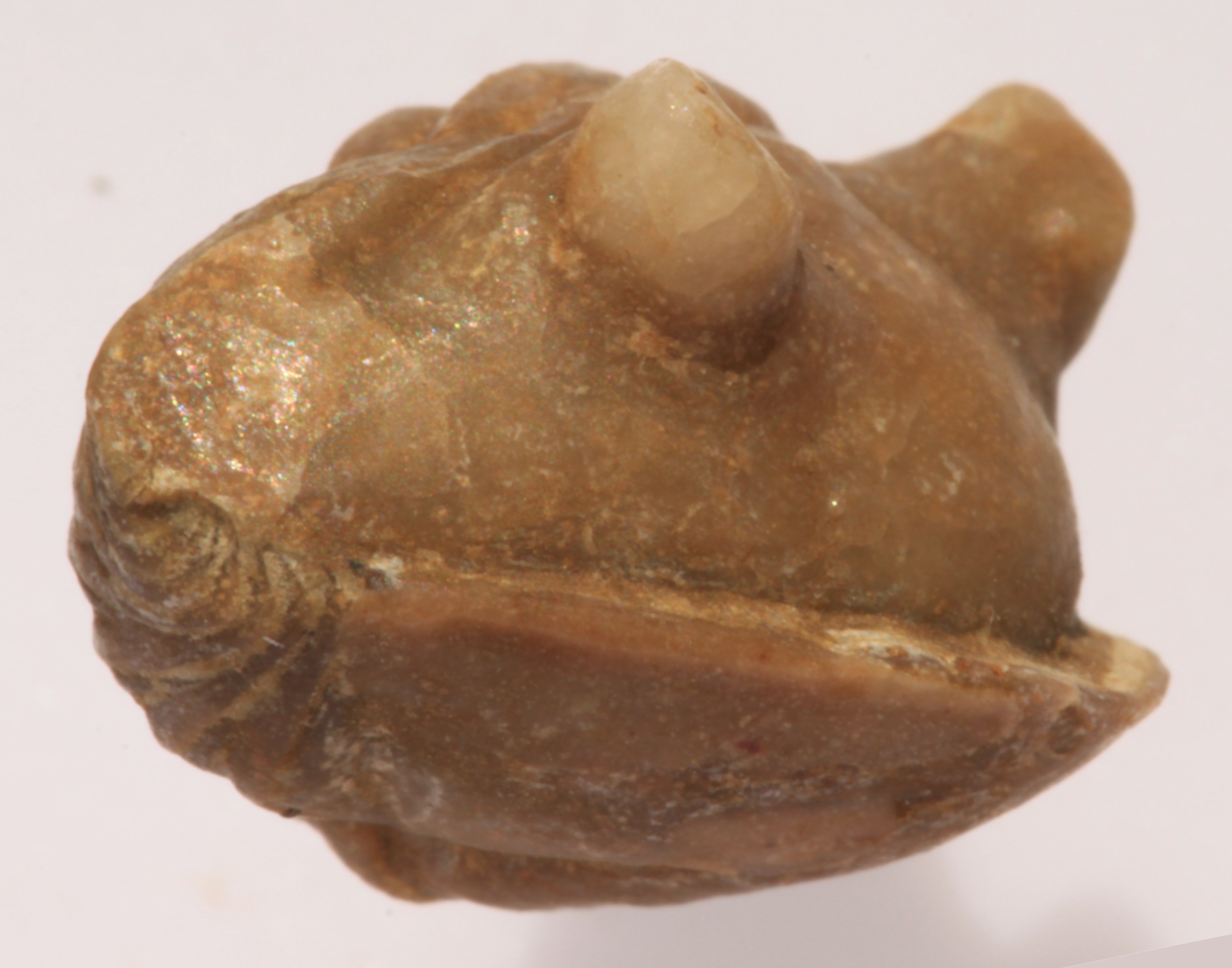
Asaphus plautini,
spécimen enroulé.

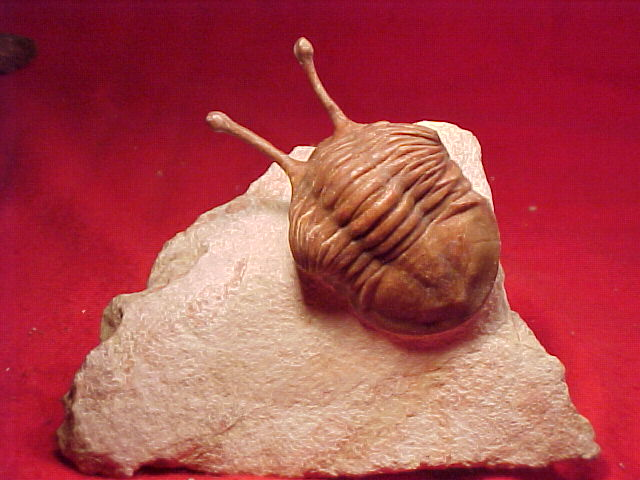
Asaphus kowalewski
avec ses yeux au bout d'un pédoncule
(Ordovicien, près de Saint-Petersbourg).

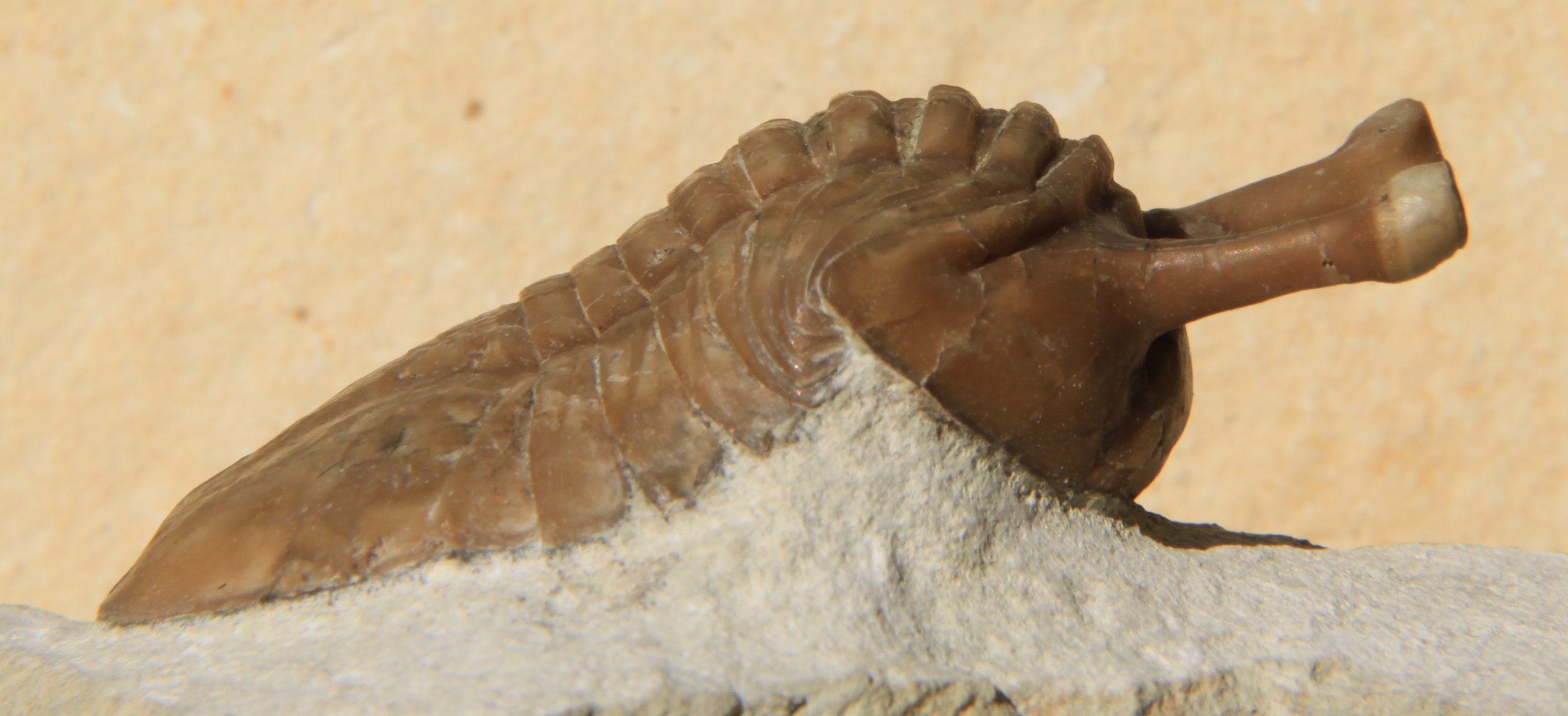
Asaphus kowalewskii.

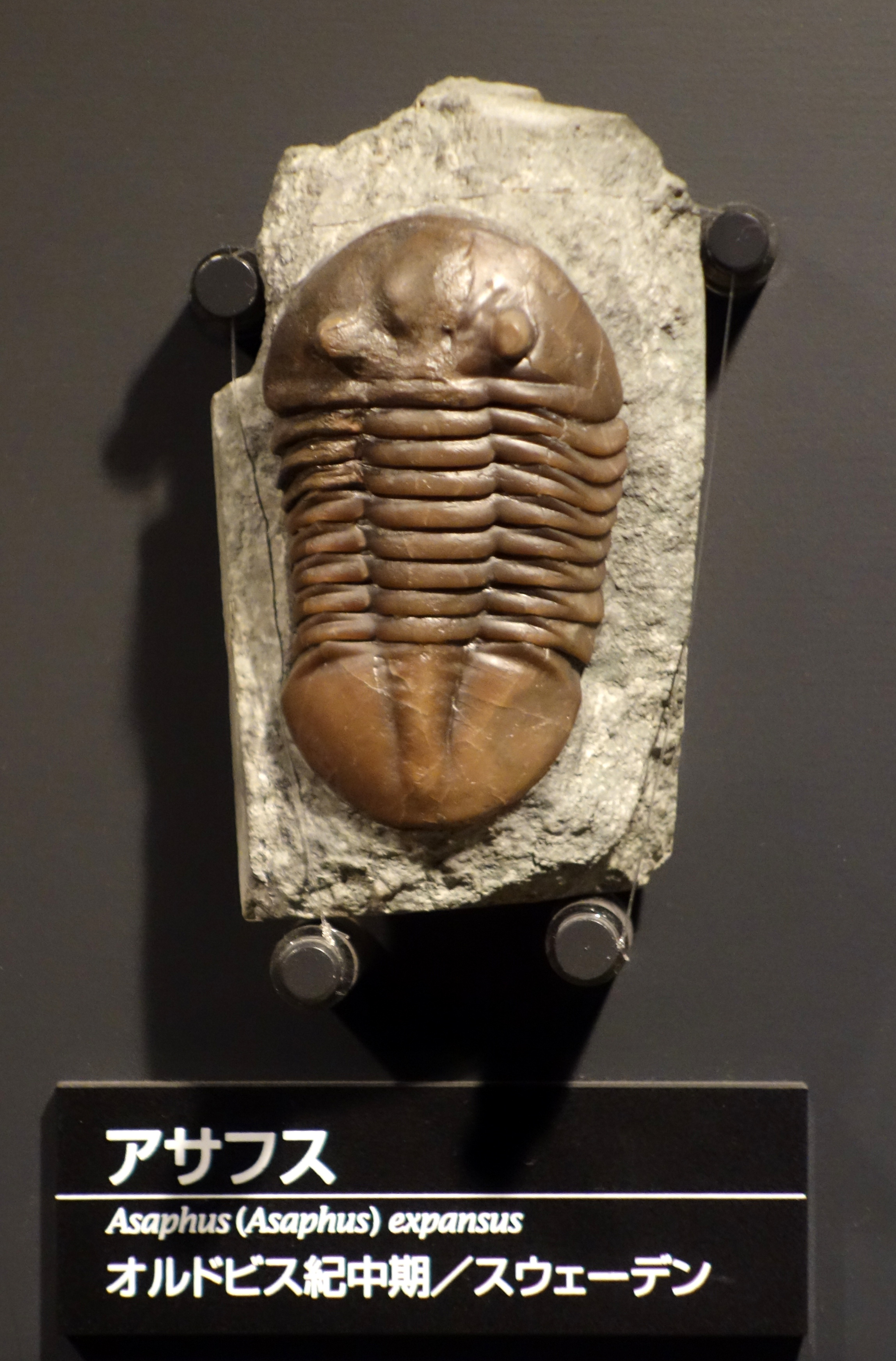
Asaphus expansus, l'espèce type, au musée national de la nature et des sciences de Tokyo.

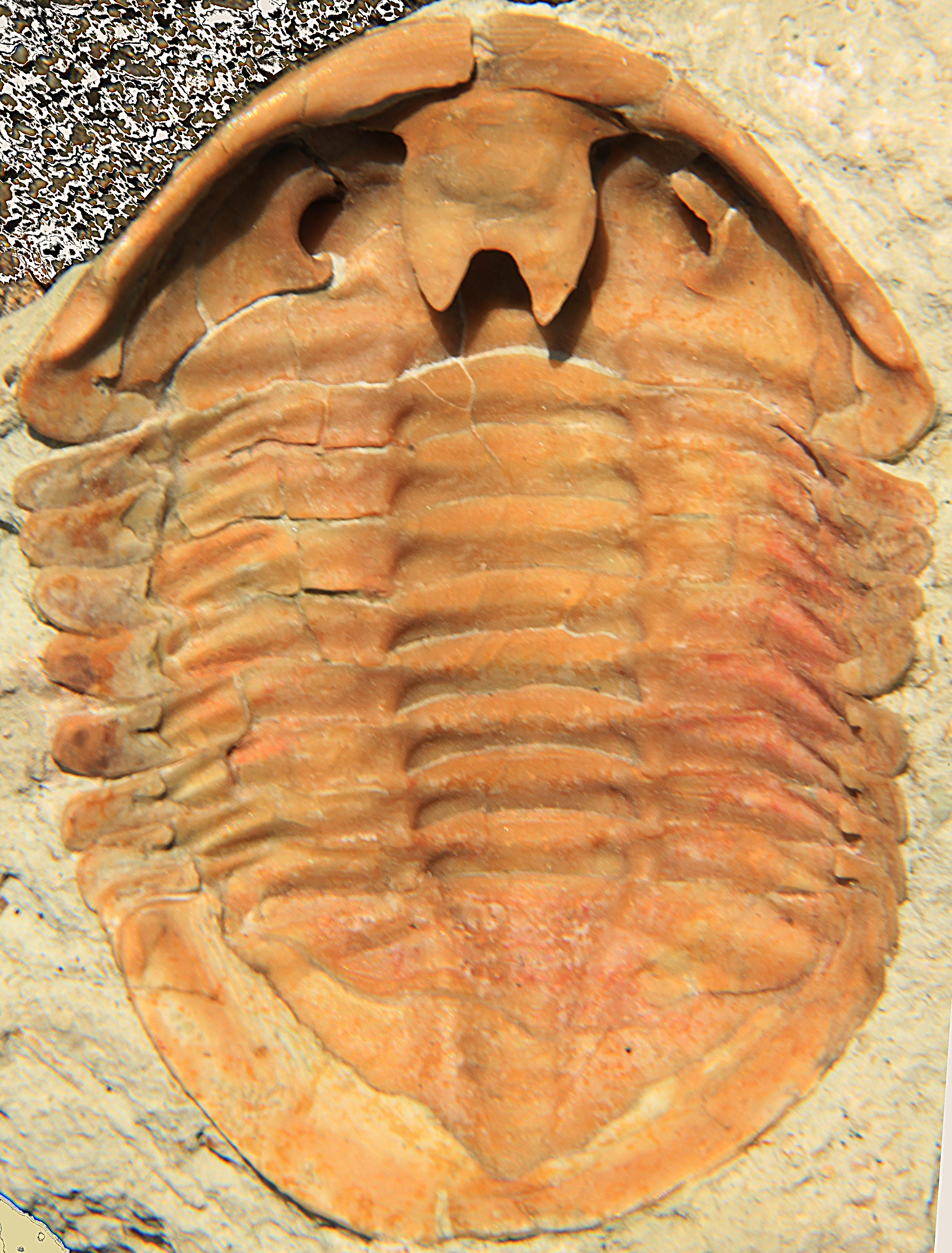
Asaphus expansus
montrant un hypostome fourchu au centre du céphalon.

### Céphalon
Le céphalon, segment antérieur de l'animal et le pygidium, segment postérieur, sont de forme semi-circulaire et sans bordure (de type sillon ou de variation de convexité parallèle à sa marge). Le céphalon est à peu près de la même taille que le pygidium.
La partie centrale surélevée du céphalon (glabelle) est allongée, elle atteint l'avant de l'animal. La glabelle est lisse, ou parfois ornée de légers sillons latéraux. Elle porte quelquefois un tubercule discret juste en face de l'anneau occipital.
Les joues libres du céphalon (ou tête de l'arthropode) sont séparées l'une de l'autre à l'avant par une suture médiane.
L'angle génal, entre le côté et l'arrière du céphalon, est arrondi, ou, chez quelques espèces, pointu, formant une épine.
Ses yeux composés sont de forme plus ou moins conique d'assez courte taille. Cependant certaines espèces possèdent des yeux proéminents portés par des tiges ou pédoncules (voir A. kowalewskii ci-contre).

### Thorax
Le thorax est composé de huit segments. Les sillons pleuraux, situés sur ses flancs, sont en diagonale.

### Pygidium
Le pygidium est arrondi, ses flancs sont lisses ou très légèrement côtelés.

## Liste des sous-genres
Selon Fossilworks, le 12 novembre 2019 :
- Asaphus (Asaphus)
- Asaphus (Neoasaphus)
- Asaphus (Onchometopus)
- Asaphus (Platypeltis)

## Liste des espèces
- A. expansus (Wahlenberg, [1818])[4],[5] (Espèce type[6]) synonymes Entomostracites expansus et Entomolithus paradoxus α expansus
- A. acuminatus Boeck, 1838
- A. bottnicus Jaanusson
- A. broeggeri Schmidt, 1898
- A. cornutus Pander, 1830
- A. eichwaldi Schmidt
- A. heckeri (Ivantsov)
- A. holmi Schmidt, 1898
- A. ingrianus Jaanusson, 1953
- A. intermedius Lessnikova in Balashova, 1953
- A. knyrkoi Schmidt
- A. kotlukovi Lessnikova in Balashova, 1953
- A. kowalewskii Lawrow, 1856
- A. latus Pander, 1830
- A. laevissimus Schmidt, 1898
- A. lepidurus Neiszkowski, 1859
- A. minor
- A. neiszkowskii Schmidt, 1898
- A. pachyophthalmus
- A. platycephalus (Stokes, 1824) [7]
- A. plautini Schmidt, 1898
- A. punctatus Lessnikova, 1949
- A. raniceps Dalman, 1827
- A. robustus
- A. sulvevi Jaanusson
- A. vicarius (Toernquist, 1884)
- A. wahlenbergi

### Espèces initialement attribuées au genreAsaphus
Parmi les très nombreuses espèces attribuées au genre Asaphus, plusieurs ont été réassignées à d'autres genres parfois dans d'autres ordres de trilobites :
- A. angustifrons = Ptychopyge angustifrons
- A. armadillo = Nileus armadillo
- A. aspectans = Coronura aspectans
- A. barrandei = Basilicus barrandei
- A. brongniarti = Eohomalonotus brongniarti
- A. canadensis = Pseudogygites canadensis
- A. cawdori = Acaste cawdori
- A. corndensis = Ogyginus corndensis
- A. debuchii = Ogygiocarella debuchii
- A. devexus = Xenasaphus devexus
- A. duplicatus = Platycalymene duplicatus
- A. eichwaldi = Bollandia eichwaldi[9]
- A. extans = Bathyurus extans
- A. fischeri = Pliomera fischeri
- A. frontalis = Niobe frontalis
- A. gemmuliferus = Phillipsia gemmulifera[9]
- A. globiceps = Bollandia globiceps[9]
- A. granuliferus = Bollandia globiceps[9]
- A. hausmanni = Odontochile hausmanni
- A. homfrayi = Asaphellus homfrayi
- A. latifrons = Stygina latifrons
- A. nasutus = Neoprobolium nasutus
- A. obsoletus = Bollandia obsoleta[9]
- A. palpebrosus = Symphysurus palpebrosus
- A. plicicostis = Plectasaphus plicicostis
- A. praetextus = Ogmasaphus praetextus
- A. selenourus = Odontocephalus selenourus
- A. seminiferus = Eocyphinium seminiferum[9]
- A. seticornis = Tretaspis seticornis
- A. stacyi = Homalopyge stacyi
- A. stokesii = Warburgella stokesii
- A. subcaudatus = Acaste subcaudata
- A. truncatulus = Phillipsia truncatula[9]
- A. tyrannus = Basilicus tyrannus